# トラウマチン
トラウマチン(Traumatin)は、外傷によって合成される植物ホルモンである。トラウマチンは関連するホルモンであるトラウマト酸の前駆体である。